# Janowiec Wielkopolski
Janowiec Wielkopolski est une ville de Pologne, située dans la voïvodie de Couïavie-Poméranie. Elle est le siège de la gmina de Janowiec Wielkopolski, dans le powiat de Żnin.

## Histoire
Janowitz fait partie de 1818 à 1887 de l'arrondissement de Wongrowitz puis jusqu'en 1919 de l'arrondissement de Znin dans le district de Bromberg au sein de la province de Posnanie.